# خورخه لوئیس پینتو
خورخه لوئیس پینتو (انگلیسی: Jorge Luis Pinto؛ زاده ۱۶ دسامبر ۱۹۵۲) یک بازیکن فوتبال است.